# Henry Simmons
Henry Oswald Simmons, Jr. (n. 1 de julio de 1970) es un actor estadounidense. Es más conocido por interpretar al agente y director Alphonso "Mack" MacKenzie en Agents of S.H.I.E.L.D.. También hizo el papel del Detective Baldwin Jones en el drama policial NYPD Blue, de la cadena ABC.

## Vida y carrera

### Primeros años de vida
Henry Simmons nació en Stamford, Connecticut, hijo de Aurelia Simmons, maestra de escuela, y Henry Simmons Sr., un agente del Internal Revenue Service (IRS). Tiene tres hermanos, dos mujeres, una de las cuales es su gemela, y un varón. Simmons estudió en el Franklin Pierce College, en Nuevo Hampshire.

### Carrera
Durante la universidad participó en obras teatrales. Luego de su graduación trabajó brevemente en una compañía de la ciudad de Stamford. Descontento con su empleo empezó a estudiar actuación y al poco tiempo consiguió un papel en la serie de televisión Another World.
Simmons es más conocido por interpretar el papel del Detective Baldwin Jones en el drama policial NYPD Blue, de la cadena ABC.
Además, interpretó al novio de Queen Latifah en la película de comedia de 2004 Taxi.
Desde 2014 aparece como un personaje recurrente en la serie Agents of S.H.I.E.L.D., de la ABC, en el personaje de Alphonso "Mack" MacKenzie. En la temporada 3 fue ascendido de personaje recurrente a regular dentro de la serie, cobrando más importancia.

### Vida personal
Está casado con la actriz Sophina Brown desde mayo de 2010.

## Filmografía
| Año  | Título                 | Rol                  |
| ---- | ---------------------- | -------------------- |
| 1994 | Above the Rim          | Starnes              |
| 1999 | On the Q.T.            | Peter                |
| 1999 | Let It Snow            | Mitch Jennings       |
| 2002 | A Gentleman's Game     | Walter Kane          |
| 2004 | Taxi                   | Jesse                |
| 2005 | Are We There Yet?      | Frank                |
| 2006 | Something New          | Kyle                 |
| 2006 | Madea's Family Reunion | Issac                |
| 2006 | The Insurgents         | Marcus               |
| 2007 | South of Pico          | Dr. Walter Chambers  |
| 2009 | World's Greatest Dad   | Mike Lane            |
| 2011 | From the Rough         | Kendrick Paulsen Jr. |
| 2014 | No Good Deed           | Jeffery Granger      |

| Año         | Título                            | Rol                        | Notas                         |
| ----------- | --------------------------------- | -------------------------- | ----------------------------- |
| 1994        | Saturday Night Live               | Jugador de básquetbol      |                               |
| 1994        | The Cosby Mysteries               | Kevin Lewis                | Un episodio                   |
| 1994–95     | New York Undercover               | Jackson                    | Dos episodios                 |
| 1997–99     | Another World                     | Tyrone Montgomery          |                               |
| 2000–05     | NYPD Blue                         | Detective Baldwin Jones    | 106 episodios                 |
| 2004        | Spartacus                         | Draba                      | Película para televisión      |
| 2005        | Lackawanna Blues                  | Jesse                      | Película para televisión      |
| 2006        | Pepper Dennis                     | Curtis Wilson              | Dos episodios                 |
| 2006–08     | Shark                             | Issac Wright               | 32 episodios                  |
| 2009        | The Cleaner                       | Bobby Carmichael           | Un episodio                   |
| 2009        | Georgia O'Keeffe                  | Jean Toomer                | Película para televisión      |
| 2009        | CSI: Miami                        | Andrew Ballard             | Un episodio                   |
| 2009        | Raising the Bar                   |                            | Un episodio                   |
| 2011        | Man Up                            | Grant                      |                               |
| 2013        | Second Generation Wayans          | Baron 'The Truth' Fouse    |                               |
| 2013–2014   | Ravenswood                        | Simon Beaumont             | Ocho episodios                |
| 2014 - 2020 | Agents of S.H.I.E.L.D.            | Alphonso "Mack" MacKenzie  | Personaje regular             |
| 2014        | Transparent                       | Derek                      | Episodio: "Pilot"             |
| 2014        | Law & Order: Special Victims Unit | Shakir "The Shark" Wilkins | Episodio: "American Disgrace" |